# Oficerska Szkoła Topografów
Oficerska Szkoła Topografów – szkoła Wojska Polskiego II Rzeczypospolitej.

## Historia szkoły
W styczniu 1918 dowództwo Polskiej Siły Zbrojnej (PSZ) (Polnische Wehrmacht) w porozumieniu z niemieckim Urzędem Pomiarowym utworzyło w Warszawie Wojskową Szkołę Mierniczą. Zadaniem Szkoły było przygotowanie oficerów wojskowej służby geograficznej do pomiarów topograficznych na ziemiach polskich. Kierownictwo Szkoły składało się z oficerów niemieckich – topografów i triangulatorów. Słuchaczami byli wyłącznie Polacy – oficerowie armii zaborczych i Legionów, w większości po studiach technicznych,  podlegający dowództwu PSZ. W Szkole działały 3 sekcje: triangulacyjna, topograficzna i fotogrametryczna. Wykłady były po niemiecku. Tempo nauczania w trybie wojennym. Po czterech miesiącach wykładów oficerów kierowano do prac w polu. Szkoła przetrwała do listopada 1918 roku, do czasu rozbrojenia Niemców. 
12 listopada 1918 roku zgodnie z rozkazem ówczesnego kierownika Ministerstwa Spraw Wojskowych pułkownika Jana Wroczyńskiego Szkoła rozpoczęła działalność pod kierownictwem polskiego dowództwa pod taką samą nazwą. Była to pierwsza wojskowa szkoła techniczna w odrodzonym Państwie. Zajęcia rozpoczęto 13 listopada. Obsadę Szkoły określał Rozkaz dzienny ministra Spraw Wojskowych nr 14 z 19 grudnia 1918. Dyrektorem nauk wyznaczono majora Józefa Kreutzingera. 6 lutego 1919 roku Szkołę przemianowano na Oficerskie Kursy Miernicze i podporządkowano szefowi Sztabu Generalnego. Komendantem został pułkownik Jan Morawski. W pierwszym kursie uczestniczyło 61 oficerów. 23 lipca 1919 roku Kursy przemianowano na Oficerską Szkołę Topografów i Geodetów, a 11 października tego roku na Oficerską Szkołę Topografów przy Instytucie Wojskowo-Geograficznym i podporządkowano kierownikowi Wydziału II Topograficznego, na prawach referatu. W czasie wojny polsko-bolszewickiej nauka w Szkole była przerwana. W walkach zginęło kilku oficerów skierowanych na front.
W 1922 roku Szkołę podporządkowano szefowi WIG. Nauka trwała w niej dwa lata. Okres nauki dzielił się na kurs zimowy – teoretyczny i kurs letni – praktyczny. W Szkole wykładali wybitni profesorowie: Edward Warchałowski, Stanisław Lenkiewicz, Franciszek Kępiński, Stanisław Staszewski. Wykładali też oficerowie Francuskiej Misji Wojskowej.
8 listopada 1923 roku na dwuletni kurs zostało odkomenderowanych 22 oficerów, w tym 13 z korpusu osobowego piechoty, 7 z artylerii oraz po jednym z jazdy i geografów.
W 1924 roku Szkoła otrzymała statut wyższej uczelni. 3 listopada 1924 roku na dwuletni kurs zostało powołanych 22 oficerów, w tym 10 z korpusu piechoty, 1 z korpusu kawalerii, 6 z korpusu artylerii, 3 z korpusu inżynierii i saperów, 1 z korpusu saperów kolejowych i 1 z korpusu geografów. 
W czerwcu 1925 roku Szkoła została przeorganizowana i otrzymała nazwę „Szkoła Służby Wojskowo–Geograficznej” przy WIG (kurs jednoroczny bez statusu wyższej uczelni). Pod tą nazwą funkcjonowała do 1927 roku. Z dniem 1 października 1925 na roczny kurs zostało przeniesionych służbowo 10 oficerów, w tym 3 z korpusu osobowego piechoty, 6 z artylerii i jeden z administracji. 1 listopada tego roku absolwenci kursu normalnego 1923/25 zostali przydzieleni do WIG.
1 października 1926 na roczny kurs przeniesienienia służbowe otrzymało 19 oficerów, w tym 2 piechoty, 12 artylerii, oraz po jednym z kawalerii, lotnictwa, uzbrojenia, taborów i marynarki wojennej.
W 1926 Szkoła opuściło 22 absolwentów kursu normalnego OST 1924/26 i 10 absolwentów rocznego kursu 1925/26 (absolwenci zostali przydzieleni do WIG na okres jednego roku tj. od 1 października 1926 do 30 września 1927).
W 1929 roku wznowiono działalność Szkoły Topografów w związku z nowymi zadaniami armii. Czas nauki został skrócony do 10 miesięcy. Do Szkoły przyjmowano tylko poruczników. Absolwenci byli przydzielani do WIG, gdzie przechodzili specjalizację topograficzną, triangulacyjną i fotogrametryczną. Po dwóch latach praktyki mogli przechodzić na etat WIG.
22 listopada 1934 roku Minister Spraw Wojskowych, marszałek Polski Józef Piłsudski przedłużył do dwóch lat okres nauczania w Oficerskiej Szkole Topografów, ustalił nowy program nauczania i zasady wykorzystania absolwentów. Ponadto ustalił, że kandydaci będą przyjmowani co drugi rok, począwszy od 1936 roku, oraz przedłużył (do dwóch lat) okres szkolenia słuchaczom przyjętym na kurs dziesięciomiesięczny w 1934 roku. Warunki przyjęcia pozostały bez zmian. Pierwszy rok studiów obejmował kurs topografii, natomiast drugi rok studiów obejmował kurs geodezji, kartografii i reprodukcji. Po ukończeniu szkoły absolwenci byli przydzielani, w zależności od indywidualnych uzdolnień, do wydziałów fachowych Wojskowego Instytutu Geograficznego. Po dwuletniej praktyce bądź w czasie jej trwania, absolwenci mogli być przeniesieni na wniosek szefa WIG do Instytutu w granicach obowiązującego etatu. 
23 sierpnia 1937 minister spraw wojskowych gen. dyw. Tadeusz Kasprzycki zatwierdził program studiów i warunki przyjmowania na dwuletni kurs 1937/39 Oficerskiej Szkoły Topografów przy Wojskowym Instytucie Geograficznym i następne kursy, rozpoczynące się co drugi rok.
Szkoła działała do września 1939 roku. Komendantem Szkoły był ppłk Mieczysław Szumański. W dwudziestoleciu międzywojennym przy Szkole były organizowane kursy kreślarzy i drukarzy.
23 września 1935 roku kierownik Ministerstwa Spraw Wojskowych, generał brygady Tadeusz Kasprzycki zatwierdził wzór i regulamin odznaki naukowej absolwentów Oficerskiej Szkoły Topografów. Odznaki były nadawane na podstawie zarządzenia ministra spraw wojskowych ogłoszonego w Dzienniku Personalnym MSWojsk. Pierwsze nadanie odznak zostało ogłoszone 11 listopada 1936 roku.

## Komendanci szkoły
- mjr Józef Kreutzinger
- płk Jan Morawski
- mjr Aleksander Karbowski (1924[12])
- ppłk Mieczysław Szumański

## Absolwenci
- ppłk geogr. Stefan Gąsiewicz
- mjr geogr. Stanisław Adamski (1921)
- kpt. piech. Tadeusz Antoni Skinder (kurs 1922/24)
- mjr dypl. obs. Władysław Bohuszewicz
- mjr inż. Romuald Salnicki
- por. piech. Bronisław Słupeczański (kurs 1923/25)
- kpt. dypl. piech. Tadeusz Szumowski
- kpt. sap. Władysław Weryho (kurs 1924/26)
- kpt. piech. Zygmunt Wroczyński (kurs 1924/26)
- kpt. Bazyli Indżja – oficer kontraktowy
- kpt. Dawid Wacznadze – oficer kontraktowy
- kpt. inż. Bronisław Dzikiewicz
- rtm. Władysław Biełobradek

Kurs 1937–1939
- por. piech. Stanisław Burbeła[a]
- por. piech. Czesław Drażba †1940 Charków[15]
- por. piech. Bolesław Stanisław Kłaczyński[b]
- por. piech. Zygmunt Koźlikowski[c] SZP/ZWZ, †14 I 1942 KL Mauthausen[18]
- por. piech. Tadeusz Antoni Moszyński[d]
- por. piech. Andrzej Markiewicz †1940 Charków[20]
- por. piech. Alfons Stryszek[21]
- por. piech. Adam Stysioł ZWZ/AK, †27 VIII 1943
- por. piech. Jan Sylwester Woźniak[e]
- ppor. piech. Czesław Grzegorzewski †1940 Charków[23]
- por. kaw. Tadeusz Biały †1940 Charków[24]
- por. sap. Kazimierz Wojewoda[f]